# 카오스 (2001년 영화)
카오스(Chaos)는 프랑스에서 제작된 콜린 세로 감독의 2001년 코미디, 드라마, 범죄 영화이다. 뱅상 랭동 등이 주연으로 출연하였고 알랭 사르드 등이 제작에 참여하였다.

## 출연

### 주연
- 뱅상 랭동
- 카트린 프로

### 조연
- 라시다 브라크니
- 린 르노
- 오렐리엔 위크
- 이반 프래넥

## 제작진
- 미술: 미쉘 애브 바니어
- 의상: 카렌 뮐러 세로
- 배역: 올리비어 카본
- 배역: 브루노 레비